# Pedetes surdaster
Pedetes surdaster is een zoogdier uit de familie van de springhazen (Pedetidae). De wetenschappelijke naam van de soort werd voor het eerst geldig gepubliceerd door Thomas in 1902.

## Voorkomen

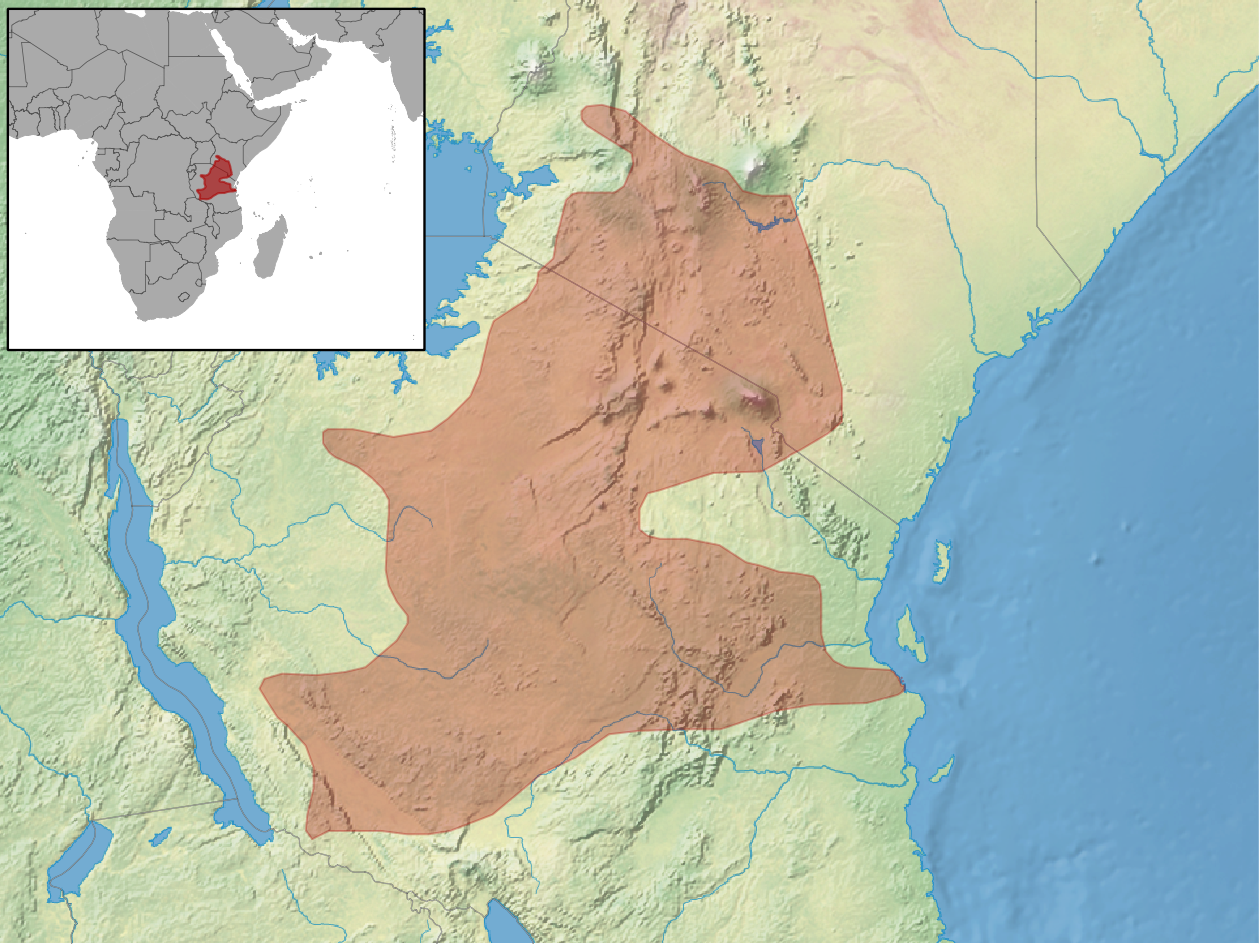
Leefgebied

De soort komt voor in Kenia, Oeganda en Tanzania.